# شان گیل
شان گیل (انگلیسی: Shaun Gale؛ زادهٔ ۸ اکتبر ۱۹۶۹) بازیکن فوتبال اهل بریتانیا است.
از باشگاه‌هایی که در آن بازی کرده‌است می‌توان به باشگاه فوتبال بارنت، باشگاه فوتبال پورتسموث، باشگاه فوتبال اکستر سیتی، و باشگاه فوتبال هاوانت و واترلوویل اشاره کرد.